# Moschee im Namen des Propheten Mohammed

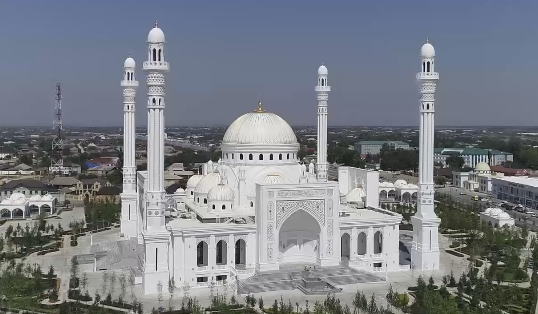
Stolz der Muslime-Moschee

Die Moschee im Namen des Propheten Mohammed (tschetschenisch: Мухьаммад Пайхамаран цӀарах маьждиг), auch bekannt als Stolz-der-Muslime-Moschee, ist eine im 21. Jahrhundert erbaute Moschee im Zentrum der Stadt Schali in Tschetschenien, Russland. Als größte Moschee Europas bietet sie Platz für bis zu 30.000 Menschen und die umliegenden Flächen für weitere 70.000 Menschen.

## Geschichte
Ab 2012 wurde im Stadtzentrum, neben dem modernen Hochbaukomplex Shali City, auf einer Fläche von 5 Hektar aktiv am Bau einer neuen, für die ganze Region beispiellosen Moschee gearbeitet. Entworfen wurde der Bau von Abdukahar Turdiev, einem Architekten aus Usbekistan. Er zeigt Anklänge an die islamische Architektur von Samarqand und Buchara. Die feierliche Eröffnung der Moschee fand am 23. August 2019 statt, zeitgleich mit dem Geburtstag des ersten Präsidenten der Republik, Achmat Kadyrow. Ursprünglich war geplant, die Moschee nach dem tschetschenischen Staatsoberhaupt, Ramsan Kadyrow, zu benennen. Bei der Eröffnungszeremonie wurde jedoch bekannt gegeben, dass die Moschee nach dem Propheten Mohammed benannt werden würde. Zur Einweihung sendete Präsident Wladimir Putin ein Telegramm, in dem es heißt: „Diese majestätische Moschee, eine der größten in Europa, wird dazu beitragen, den Menschen, insbesondere jungen Menschen, die historischen und religiösen Traditionen ihrer Väter und Großväter näherzubringen und Frieden und Harmonie in unserer Gesellschaft zu stärken“.

## Architektur
Das Gebäude verfügt über eine 43 Meter hohe Kuppel und 63 Meter hohe Minarette. Es ist mit schneeweißem Marmor von der griechischen Insel Thasos verkleidet, der für seine Eigenschaft geschätzt wird, Licht zu reflektieren und bei Hitze Kühle zu spenden. Der acht Meter hohe zentrale Kronleuchter wiegt über zweieinhalb Tonnen und seine 395 Lampen sind mit Swarovski-Steinen und Gold verziert. Die architektonische und künstlerische Beleuchtung der Moschee wurde von der Firma Griven durchgeführt.
Auf einer Fläche von 5 Hektar befindet sich eine Parkanlage mit 12 Springbrunnen. Hier sind etwa 2000 Bäume und zahlreiche Rosenbüsche gepflanzt.
Das Eingangstor der Moschee ist im Stil persischer Iwane gestaltet und ähnelt den Timuriden- und Mogul-Bögen von Bauwerken wie der Mir-Arab-Madrasa, der Herat-Moschee und dem Taj Mahal. Zur Moschee gehört außerdem eine Minbar, die knapp 7,5 Meter hoch, 5,5 Meter breit und etwas über einen Meter dick ist. Zehn Steinmetzmeister arbeiteten fast ein Jahr lang an ihr. Daneben befindet sich der Mihrab, eine Wand mit einer Nische, die in Richtung Kaaba zeigt. Er ist mit arabischen Inschriften aus dem Koran und Mosaiken verziert.

## Galerie

Außenansicht
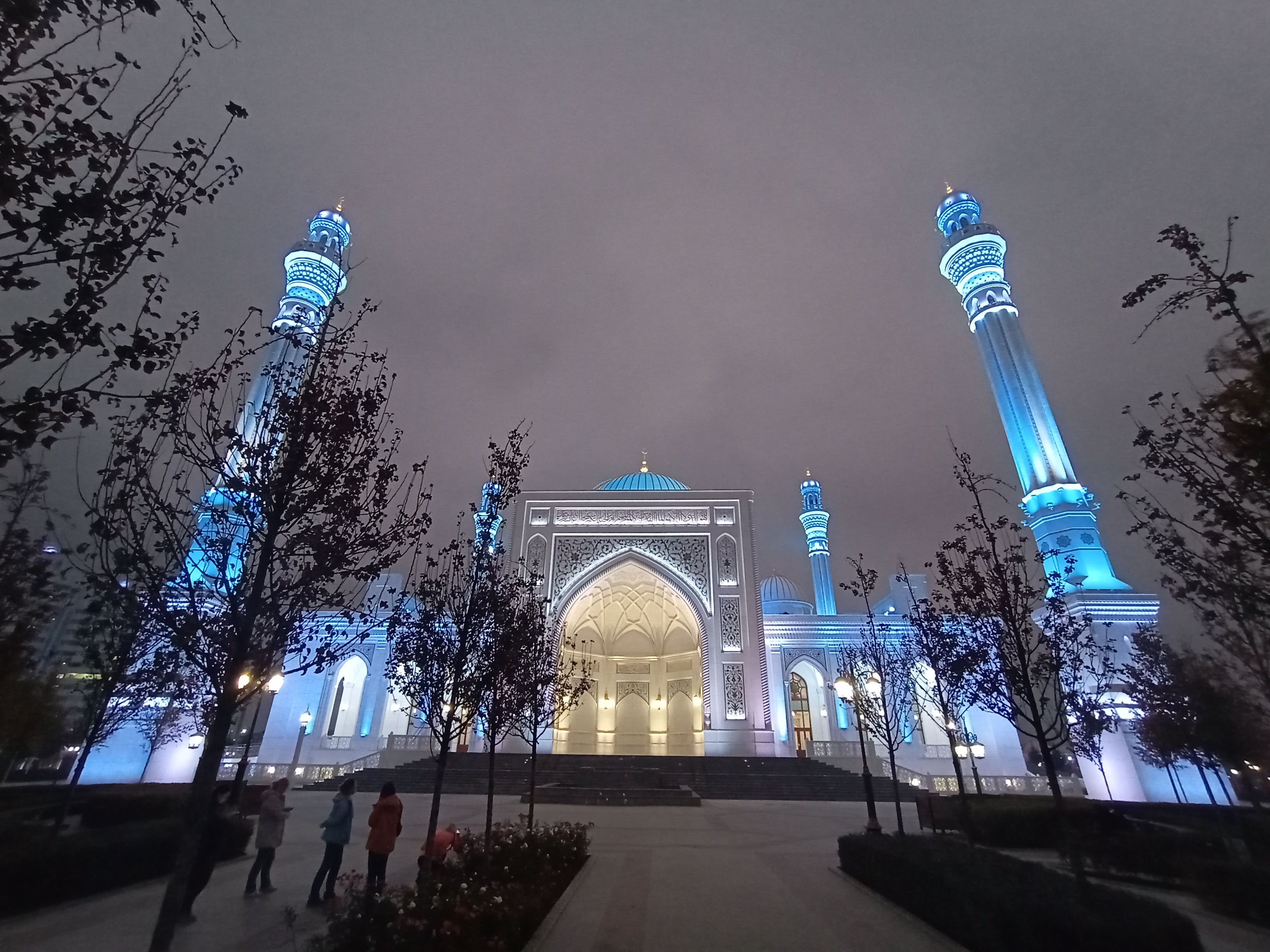
Abendbeleuchtung der Moschee
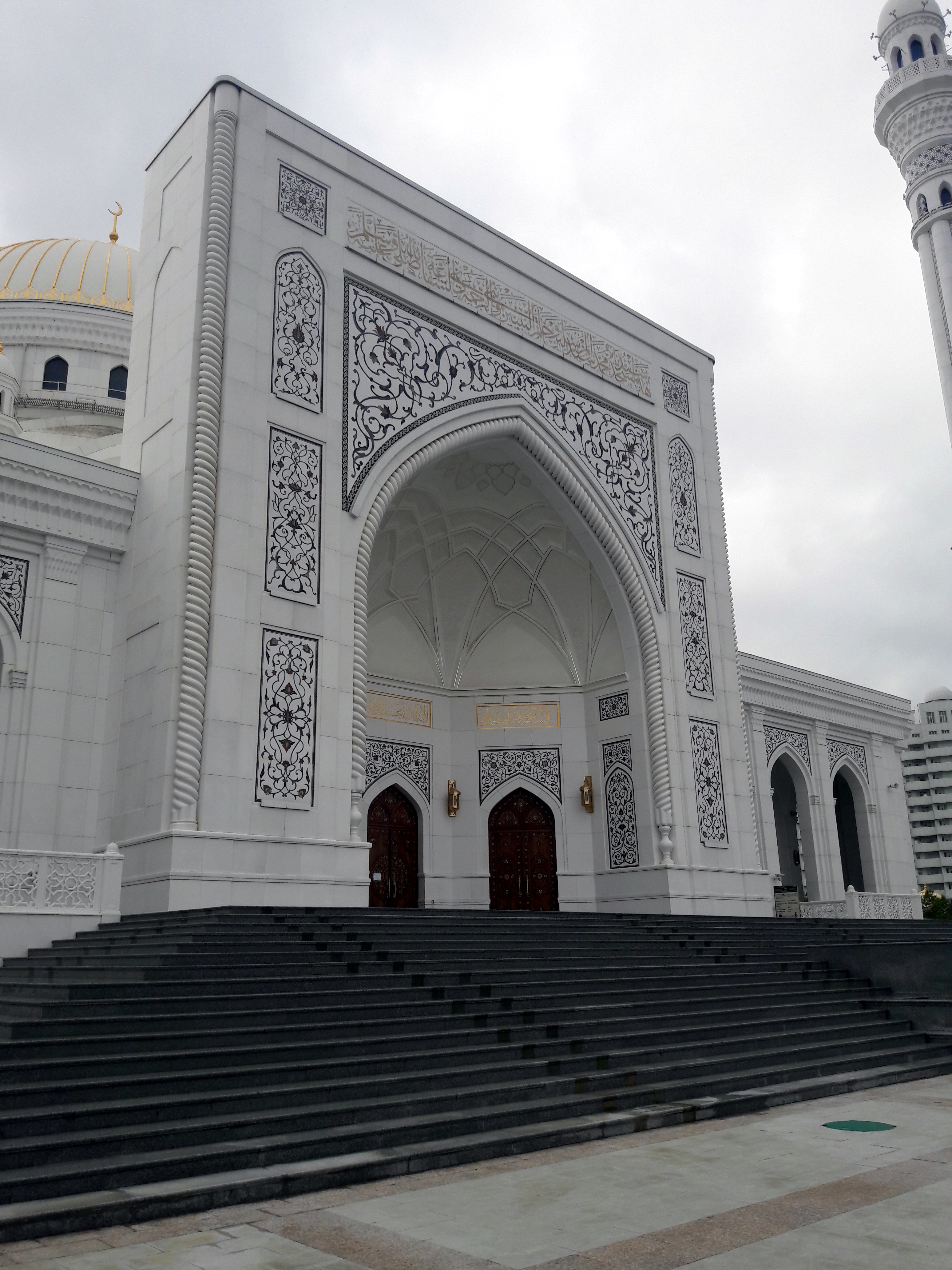
Eingangstor
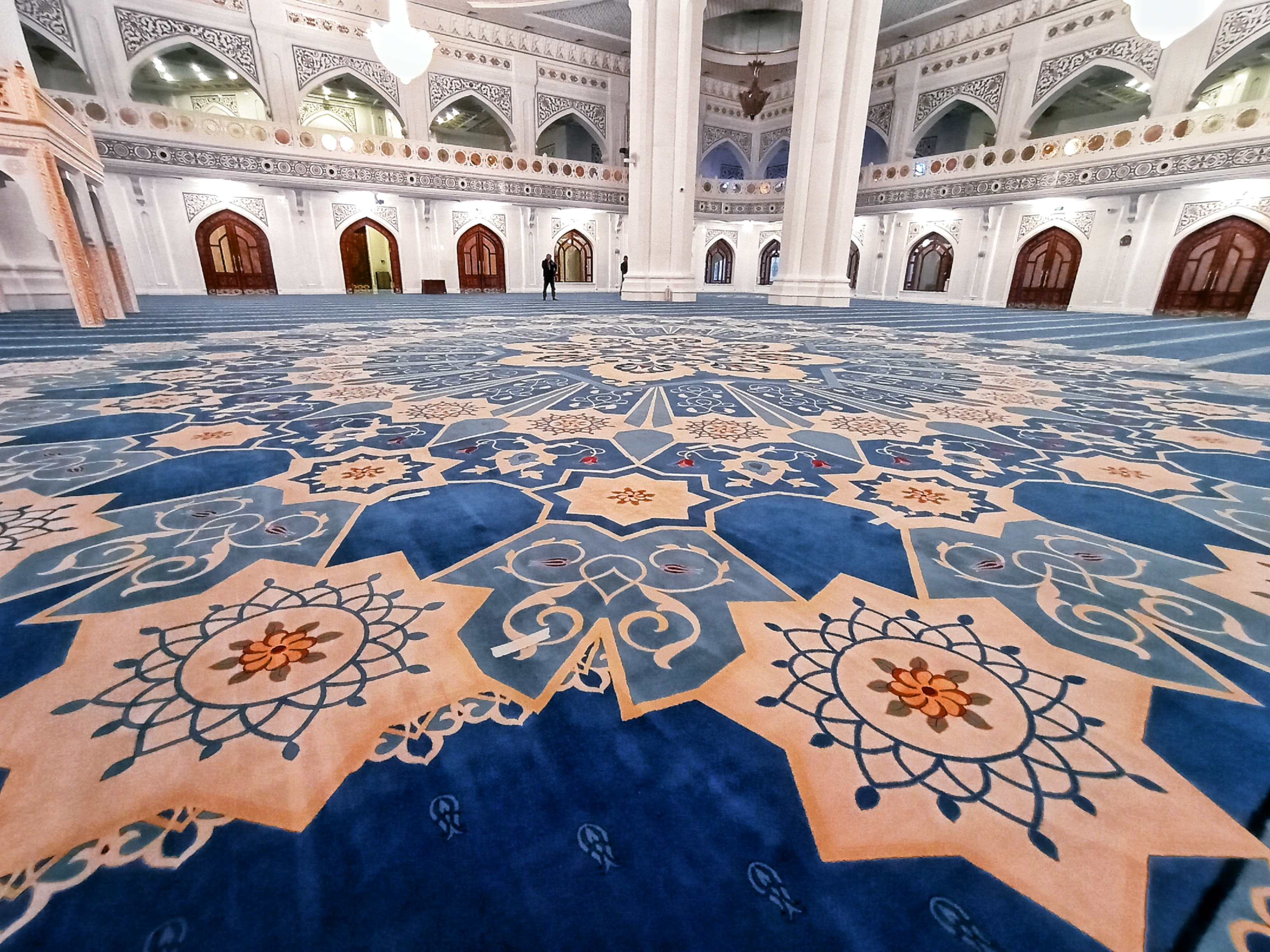
Muster des Hauptteppichs
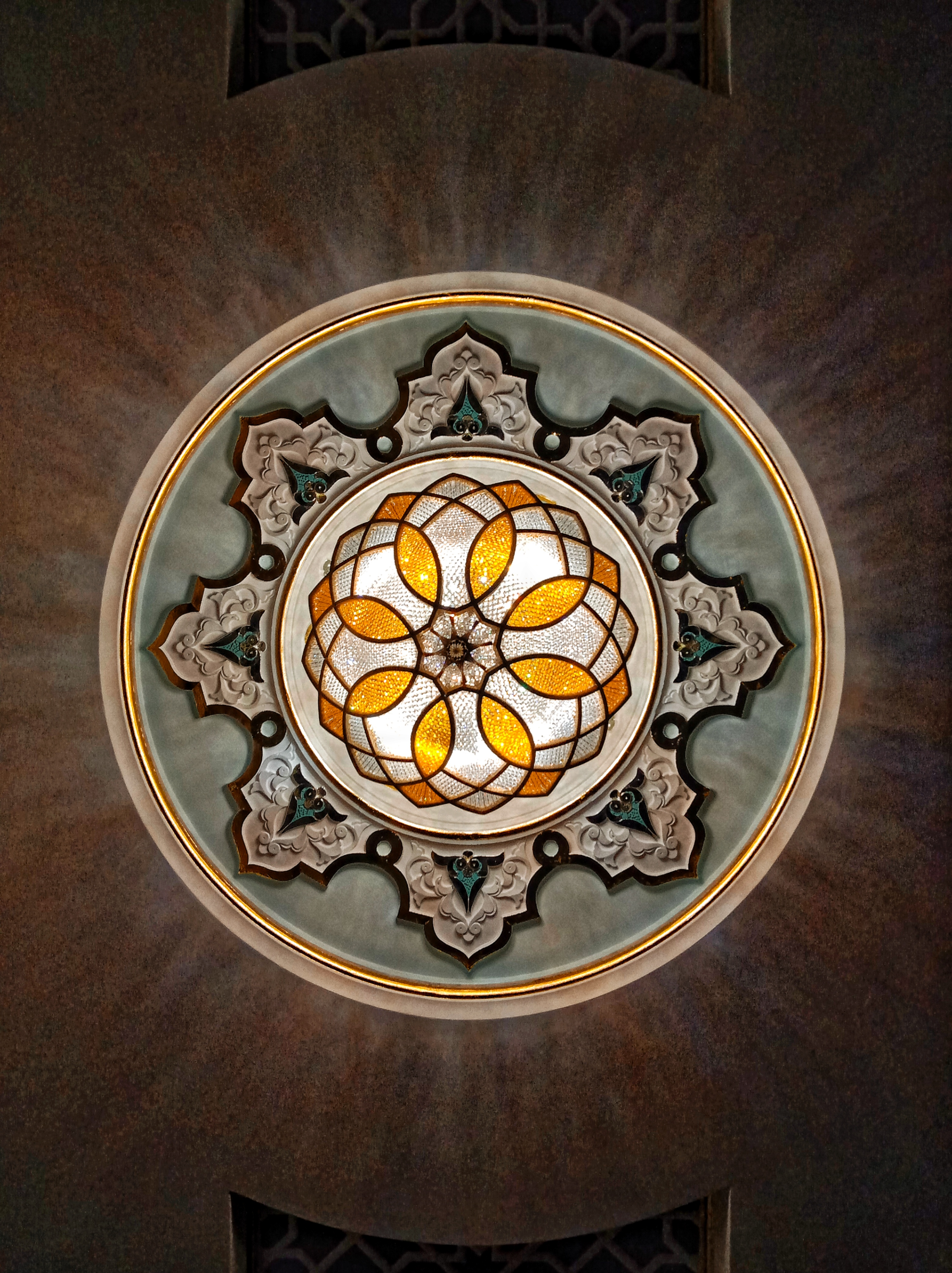
Einer der kleinen Kronleuchter (Unteransicht)
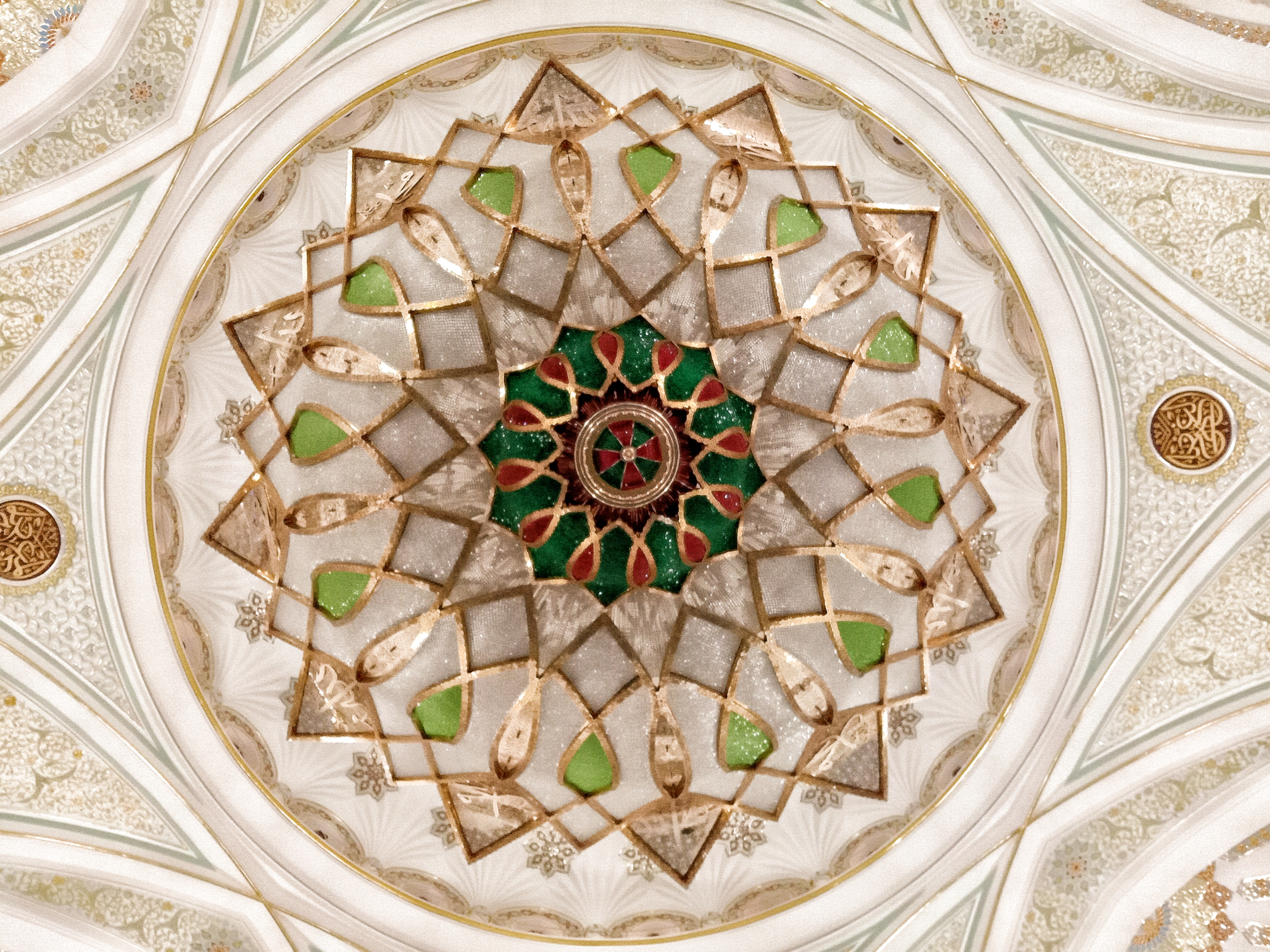
Zentraler Kronleuchter (Ansicht von unten)
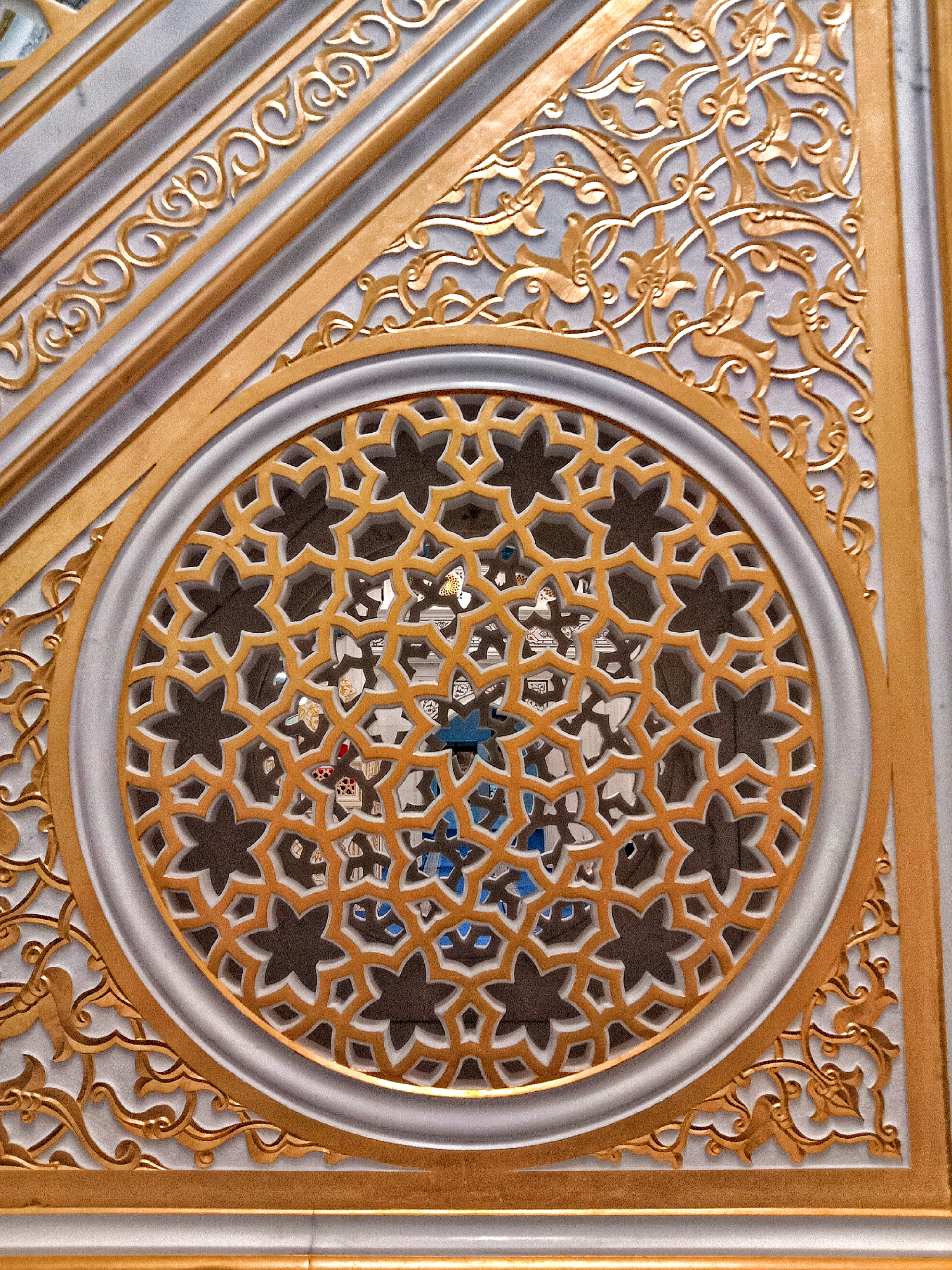
Dekorative Elemente